# Raymond Carver
Raymond Clevie Carver, Jr. (ur. 25 maja 1938 w Clatskanie w stanie Oregon, zm. 2 sierpnia 1988 w Port Angeles w stanie Washington) – amerykański prozaik i poeta, autor krótkich opowiadań.

## Życiorys
Ojciec Raymonda Carvera był alkoholikiem, pracował w tartaku, matka była kelnerką. Carver wychowywał się w Yakimie w stanie Washington. Po ukończeniu w 1956 Davis High School pracował razem z ojcem w tartaku i ożenił się z 16-letnią Maryann Burk. Rok później urodziła się jego córka, Christine La Rae, a w 1958 syn – Vance Lindsay.
Carver imał się różnych zajęć – pracował m.in. jako portier i bibliotekarz. Po przeprowadzce do Paradise w Kalifornii Carver zapisał się na kurs creative writing, prowadzony przez Johna Gardnera. Studiował na Chico State University, University of Iowa i w Humboldt State College. W połowie lat 60. przeprowadził się wraz z rodziną do Sacramento. Pracował jako nocny stróż w Mercy Hospital, w dzień uczęszczał na wykłady poety Dennisa Schmitza w Sacramento State College. W 1968 ukazał się jego debiutancki tomik wierszy Near Klamath. Rok wcześniej Carver zamieszkał z rodziną w Palo Alto i zatrudnił się w Science Research Associates jako edytor podręczników. W 1970 został zwolniony z pracy.
W następnym latach podróżował po Stanach Zjednoczonych, pracując głównie na uniwersytetach. Frustracja z powodu częstych zmian pracy, ciągłych podróży i kłopotów z pisaniem przyczyniła się do rozwoju choroby alkoholowej Carvera. W 1973 wraz z Johnem Cheeverem Carver zatrudnił się jako wykładowca w prestiżowym college Iowa Writers' Workshop, ale alkoholizm uniemożliwił mu właściwie prowadzenie zajęć. Rok później, po opuszczeniu Iowa, Carver po raz pierwszy pojął próbę leczenia. Po wielu nieudanych próbach ostatecznie przestał pić 2 czerwca 1977, dzięki pomocy Anonimowych Alkoholików. Rok wcześniej, w 1976, ukazał się pierwszy spośród kilku opublikowanych za jego życia zbiorów opowiadań – Will You Please Be Quiet, Please?. Tytułowe opowiadanie zostało później zamieszczone w zbiorze America's Best Short Stories. Kolejne opublikowane zbiory spotkały się z entuzjastyczną reakcją krytyki – w 1983 Carver został laureatem prestiżowej O.Henry Award za opowiadanie A Small, Good Thing, opublikowane w książce Cathedral.
W 1979 związał się z poetką Tess Gallagher, którą poznał rok wcześniej na konferencji w Dallas. W 1982 rozwiódł się z Maryann, ślub z Tess wziął dopiero w 1988. Sześć tygodni później zmarł w Port Angeles na raka płuca i został pochowany na cmentarzu Ocean View Cemetery. W testamencie wyznaczył Tess Gallagher na opiekunkę swojej spuścizny literackiej. Przed śmiercią przyjęto go do grona prestiżowej American Academy of Arts and Letters.

## Twórczość
Twórczość Raymonda Carvera obejmuje wyłącznie wiersze i krótkie opowiadania. Według Carvera tylko w tych gatunkach mógł osiągnąć interesującą go zwięzłość i intensywność. W jednym z wywiadów tłumaczył, że jest w stanie uprawiać tylko takie gatunki literackie, które nie wymagają przerywania pracy pisarskiej. Opowiadania Carvera charakteryzują się niezwykle zwięzłym, precyzyjnym, suchym i pozbawionym emocji językiem, szczątkowymi dialogami i akcją oraz ograniczoną, duszną przestrzenią narracyjną, pozbawioną wszelkich, zbędnych szczegółów. Język postaci Carvera, mimo swej precyzji, nie spełnia żadnej roli komunikacyjnej, podkreślając ich wyobcowanie i samotność. Tłem opowiadań jest zazwyczaj życie amerykańskiej klasy średniej, przepełnione jałowością, nudą i poczuciem życiowej porażki. Zdaniem Jerzego Jarniewicza, polskiego tłumacza prozy Carvera, opowiadania Carvera zaczynają się tym samym, czym się kończą. Zaczynają się końcem – nawet jeżeli bohaterom (...) wydaje się inaczej, ten koniec jest, podskórnie przynajmniej, obecny od pierwszych słów tekstu. Świat opowiadań Carvera utracił zdolność ruchu (...) Zdania ogołocone, sprawozdawcze, a więc zniewolone przez faktyczność, rezygnują z prób podjęcia ze światem jakichkolwiek sensotwórczych negocjacji.
Wśród możliwych inspiracji krytycy wskazywali najczęściej na twórczość Ernesta Hemingwaya, Antona Czechowa i Franza Kafki (pierwsze znane opowiadanie, The Furious Seasons z 1960, zdradzało silne wpływy prozy Faulknera). Carver uchodzi za czołowego przedstawiciela amerykańskiego minimalizmu, którego omówienie można znaleźć w eseju Johna Bartha A Few Words About Minimalism z 1986. Na lapidarność stylu Carvera mieli wpływ jego mentorzy i wydawcy – według znanej anegdoty John Gardner polecił używać mu piętnastu słów w miejsce dwudziestu pięciu, a redaktor jego prozy z magazynu Esquire – Gordon Lish – pięciu w miejsce piętnastu.
Na podstawie prozy Carvera powstał film Short Cuts (Na skróty) w reżyserii Roberta Altmana. Zekranizowano również opowiadania Why Don't You Dance? (18-minutowy film Everything Goes z Hugo Weavingiem w roli głównej) oraz So Much Water So Close to Home (australijski film Jindabyne). Inscenizacja opowiadania Beginners występuje jako osnowa fabuły w filmie Birdman w reżyserii Alejandro G. Iñárritu.

## Dzieła

### Proza

#### Zbiory opowiadań
- Will You Please Be Quiet, Please? 1976
- Furious Seasons 1977
- What We Talk About When We Talk About Love 1981
- Katedra 1983
- Elephant 1988

#### Kompilacje
- Where I'm Calling From 1988
- Short Cuts: Selected Stories 1993

### Poezja

#### Zbiory poezji
- Near Klamath 1968
- Winter Insomnia 1970
- At Night The Salmon Move 1976
- When Water Comes Together With Other Water 1985
- Ultramarine 1986
- A New Path To The Waterfall 1989

#### Kompilacje
- In a Marine Light: Selected Poems 1988
- All of Us: The Collected Poems 1996

### Inne
- Fires: Essays, Poems, Stories 1983
- No Heroics, Please 1999
- Call if You Need Me 2000

### Polskie wydania
- Na skróty (Short Cuts: Selected Stories), tłum. Wojciech Charchalis, wyd. Historia i Sztuka, Poznań 1994 ISBN 83-85468-14-5
- Na skróty (Short Cuts: Selected Stories), tłum. Janusz Ruszkowski, wyd. Świat Literacki, Warszawa 2006 ISBN 83-88612-94-8
- O czym mówimy, kiedy mówimy o miłości? (What We Talk About When We Talk About Love), tłum. Krzysztof Puławski, wyd. Świat Literacki, Warszawa 2006 ISBN 83-88612-93-X
- Katedra (Cathedral), tłum. Jerzy Jarniewicz, Czuły Barbarzyńca, Warszawa 2010 (seria Biblioteka ; 066) ISBN 978-83-60318-91-1
- Słoń ( Elephant), tłum. Hanna Pustuła-Lewicka, Czuły Barbarzyńca, Warszawa 2011 (seria Biblioteka ; 070) ISBN 978-83-62676-01-9

Kilka opowiadań Carvera z tomu Cathedral w tłumaczeniu Jerzego Jarniewicza ukazało się w Literaturze na świecie (nr 12/1999, 3-4/2006).